# Comuna Dehova, Rohatîn
Dehova (în ucraineană Дегова) este o comună în raionul Rohatîn, regiunea Ivano-Frankivsk, Ucraina, formată din satele Dehova (reședința) și Prîozerne.

## Demografie
Componența lingvistică a comunei Dehova
     Ucraineană (100%)
Conform recensământului din 2001, toată populația comunei Dehova era vorbitoare de ucraineană (100%).